# Кетрін Софі Драєр
Кетрін Софі Дреєр або Драєр (англ. Katherine Dreier; 10 вересня 1877, Нью-Йорк — 29 березня 1952, Мілфорд, Коннектикут) — американська художниця-абстракціоністка, колекціонерка сучасного мистецтва та суфражистка.

## Життєпис
Народилася в Брукліні, штат Нью-Йорк, 10 вересня 1877 року. Про це вона сказала: «Я народилася в 1877 році. За щасливим збігом обставин, через триста років після Рубенса, і цей факт завжди впливав на мене, відчуваючи, що частина його життєздатності та чутливості до кольору була частиною моєї мистецької спадщини».
Її батьки, Теодор Драєр, успішний бізнесмен, і Доротея Драєр, обоє були імігрували з Німеччини. Дошлюбне прізвище її матері було також Драєр, а її батьки були двоюрідними братами з Бремена в Німеччині. Їхні предки були громадськими діячами та купцями. Теодор приїхав до США у 1849 році і став партнером нью-йоркської філії англійської металургійної фірми Naylor, Benson and Company. Він одружився з Доротеєю в 1864 році під час візиту до Бремена, повернувшись з нею до США, і вони жили в будинку з коричневого каменю в Бруклін-Гайтс у штаті Нью-Йорк. Кетрін була наймолодшою в родині. У Кетрін Драєр був старший брат і три старші сестри: художниця-постімпресіоністка Доротея Драєр, соціальна реформаторка Мері Драєр та лідерка профспілок Маргарет Драєр Робінс.

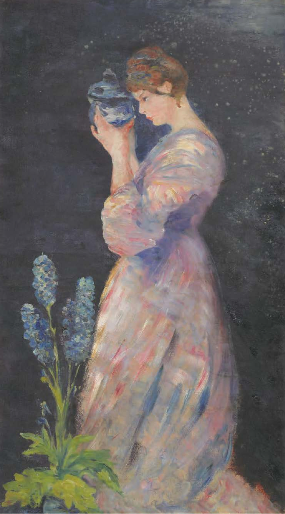
Кетрін С. Драйєр — Блакитна чаша — Armory Show, 1913

Кетрін з 12-річного віку навчалася живопису в художній школі Брукліна, а потім у нью-йоркському художньому інституті Пратт. Її сім'я брала активну участь у громадських справах, і з юного віку Драєр брала участь у соціальних і благодійних справах. У 1900 році її мати заснувала Німецький дім для відпочинку жінок і дітей, де Кетрін була скарбницею на волонтерській основі з 1900 по 1909 рік. Вона співзаснувала Асоціацію сусідства Маленької Італії в Брукліні в 1905 році та очолювала її. Через п'ять років стала однією з перших директорів Мангеттенської торгової школи, організації, яка прагнула навчати молодих дівчат ремеслам. З 1907 по 1914 рік Кетрін Драєр провела в Європі, де також вивчала живопис і брала участь у художніх виставках у Німеччині, Франції, Нідерландах та Великій Британії. Її першу персональну експозицію було показано в Лондоні в 1911 році. Як суфражистка Кетрін брала участь у Міжнародному альянсі жіночого виборчого права, відвідуючи його шостий конгрес у Стокгольмі, Швеція в 1911 році як делегатка. У 1915 році очолювала Німецько-американський комітет партії жіночого виборчого права в Нью-Йорку.
Драєр була фінансово забезпечена після отримання спадщини після смерті своїх батьків наприкінці 1890-х років.
Повернувшись до Нью-Йорка, Кетрін Драєр почала працювати в Товаристві Незалежних художників (Society of Independent Artists), серед засновників якого були Марсель Дюшан, Ман Рей, Альбер Глез, Джозеф Стелла. Саме там у 1916 році відбулася знаменна зустріч Кетрін Драєр з Дюшаном, який у тому році переїхав до Нью-Йорка з Парижа. На час зустрічі з Кетрін Драєр Дюшан вже пережив своє захоплення імпресіонізмом і манерою Анрі Матісса, співпрацю та розрив з кубістами і був на шляху до того, щоб найближчими роками стати головним натхненником американського дадаїзму.

## Société Anonyme
У 1920 році Кетрін Драєр, Марсель Дюшан та Ман Рей заснували нове художнє товариство, яке, на пропозицію Рея, було названо Анонімним, Société Anonyme (SA) — так французькою позначається корпорація або товариство з обмеженою відповідальністю. Вони мріяли про таке товариство, де художники зможуть вільно виставляти свої найсміливіші твори. Члени товариства Société Anonyme, яке вони називали «експериментальним музеєм мистецтва», збиралися на Мангеттені у квартирі Кетрін Драєр. Натхненні успіхом своєї першої революційної експозиції, за перші кілька років існування товариства його засновники провели безліч виставок, причому не лише у Нью-Йорку, а й у Вашингтоні, Детройті та Балтиморі. Усього за три десятиліття існування товариства було організовано близько 80 виставок.
У 1921 році, заявивши, що «дада немає місця в Нью-Йорку», Ман Рей оселився у Франції. У 1920-х роках Дюшан також повернувся до Франції. Після тривалих подорожей Європою у пошуках картин, 1926 року ентузіастка Кетрін Драєр представила у Бруклінському музеї грандіозну експозицію, що складалася з понад 300 робіт 106 художників із 19 країн.
У 1928 році наставницею Кетрін Драєр стала Бланш Лаззелл, художниця-модерністка, естампістка та граверка.
У 1941 році Кетрін Драєр передала частину колекції робіт художників-членів Société Anonyme у дар музею Єльського університету. У 1948 році Драєр за допомогою Дюшана склала каталог колекції товариства, він був опублікований у 1950 році. Офіційно товариство припинило існування у 1950 році, на той час колекція Драєр, частину якої вона заповідала балтиморському Музею Філіпса, налічувала понад 1000 творів мистецтва. Колекція Société Anonyme стала основою зібрання Музею сучасного мистецтва в Нью-Йорку та Музею Соломона Гуггенхайма. Кетрін Драєр написала монографію про українця Давида Бурлюка (Burliuk, 1944).
З 14 жовтня 2006 до 21 січня 2007 року в Музеї Філіпса проходила виставка «Société Anonyme: Модернізм для Америки». На виставці було представлено близько 130 живописних та графічних робіт, а також скульптур, створених у 1910—1950-ті роки, включаючи твори Марселя Дюшана, Мана Рея, Кетрін Драєр, Константіна Бранкузі, Піта Мондріана, Жуана Міро, українця Олександра Архипенка, Василя Кандинського, Фернана Леже, Джозефа Стелли, Александра Колдера, Карла товариство Société Anonyme вперше представило мистецтво Василя Кандинського та Фернана Леже у США.

## Пізні роки
Приблизно в 1942 році стан здоров'я Кетрін Драєр почав погіршуватися через «калічну хворобу», але вона продовжувала працювати, читаючи лекції та пишучи картини. Вона померла 29 березня 1952 року в Мілфорді, штат Коннектикут, на 75-му році життя внаслідок цирозу печінки, не спричиненого алкоголем.